# Lipnica Wielka (Nowy Sącz)
Pour les articles homonymes, voir Lipnica Wielka.
Lipnica Wielka est une localité polonaise de la gmina de Korzenna, située dans le powiat de Nowy Sącz en voïvodie de Petite-Pologne.